# Иванова, Нина Георгиевна
Ни́на Гео́ргиевна Ивано́ва (6 января 1934, Москва, СССР — 1 декабря 2020, там же, Россия) — советская киноактриса и режиссёр.
Известна ролью учительницы в художественном фильме 1956 года «Весна на Заречной улице».

## Биография
Нина Иванова родилась 6 января 1934 года в Москве в многодетной семье. Впервые попала в кинематограф в 10-летнем возрасте, сыграв роль в фильме «Жила-была девочка» режиссёра Виктора Эйсымонта. Однако продолжения не последовало: Нина не снималась, окончила школу, поступила в медицинский институт. Возвращение в кино произошло случайно: ей предложила роль в дипломном фильме подруга — студентка ВГИК. Работа попала на глаза режиссёру Марлену Хуциеву, который пригласил её на главную роль в фильм «Весна на Заречной улице». Успех фильма принёс начинающей актрисе славу, а знакомство на съёмках с оператором Радомиром Василевским переросло в серьёзные отношения. Сразу после окончания съёмок фильма оператор и актриса поженились. После свадьбы Иванова с Василевским переехали в Одессу, но через несколько лет они развелись.
Несколько новых фильмов принесли разочарование: актриса не имела профильного образования, и роли давались ей нелегко, а результат получался не вполне удовлетворительным. Закончив работу над фильмом «Серая болезнь», Иванова отказалась от дальнейшей актёрской карьеры, развелась с мужем и вернулась в Москву. Но окончательно с кинематографом она не порвала: её новым местом работы стала Киностудия имени М. Горького, где она получила должность помощника режиссёра, а с 1973 года уже работала в качестве второго режиссёра. На киностудии она оставалась до конца 1980-х годов, после чего ушла на пенсию.
Обладатель Бронзовой медали Международного кинофестиваля, проводимого в Москве в рамках Всемирного фестиваля молодежи и студентов (1957).
После перестройки снова возвратилась в кинематограф: с 1992 по 1997 год она придумала и сняла несколько выпусков киножурнала «Ералаш». Она работала также медсестрой в московской больнице. В Запорожье установлен памятник главной героине фильма «Весна на Заречной улице».
Нина Иванова скончалась от острой сердечной недостаточности 1 декабря 2020 года, не дожив месяца до своего 87-го дня рождения. Прощание с актрисой состоялось 4 декабря в морге московской больницы № 59, после чего её тело было кремировано. Урна с прахом была захоронена 19 декабря в могиле родственников актрисы на Алексеевском кладбище.

## Фильмография
— главная роль

| Год  |     | Название                | Роль                                                                |
| ---- | --- | ----------------------- | ------------------------------------------------------------------- |
| 1944 | ф   | Жила-была девочка       | Настенька Пахомова                                                  |
| 1955 | кор | Надя                    | Надя                                                                |
| 1956 | ф   | Весна на Заречной улице | Татьяна Сергеевна Левченко, учительница русского языка и литературы |
| 1959 | ф   | Любовью надо дорожить   | Катя Дорошевич                                                      |
| 1960 | ф   | Киевлянка               | Галина Очеретько                                                    |
| 1960 | ф   | Ребята с нашего берега  | снималась                                                           |
| 1960 | ф   | Наследники              | Галина Очеретько                                                    |
| 1960 | ф   | Тайна Димки Кармия      | Ксеня Филипповна                                                    |
| 1961 | кор | Дрессировщики           | Вера, мама Ириши                                                    |
| 1962 | ф   | Исповедь                | регистратор ЗАГСа                                                   |
| 1964 | ф   | Шурка выбирает море     | Надя                                                                |
| 1964 | ф   | Лёгкая жизнь            | выпускница Таня Левченко (Савченко)                                 |
| 1964 | ф   | Живёт такой парень      | Нина Прохорова, жена председателя колхоза                           |
| 1966 | ф   | Серая болезнь           | Леночка                                                             |
| 1970 | ф   | Кража                   | снималась                                                           |
| 1974 | ф   | Ещё можно успеть        | наладчица (нет в титрах)                                            |